# Neal McDonough
Neal McDonough (Dorchester (Boston), Massachusetts, 13 februari 1966) is een Amerikaanse film- en televisieacteur.
Hij is de zoon van Ierse immigranten en groeide op in Cape Cod. Na zijn middelbaar onderwijs ging hij naar de universiteit van Syracuse waar hij een Bachelor behaalde in Fine Arts. Hij is getrouwd met Ruvé Robertson en heeft vijf kinderen.
In het vijfde seizoen van Desperate Housewives speelt hij de rol van Dave.

## Film
- Angels in the Outfield (1994) - Whit Bass
- Star Trek: First Contact (1996) - Sean Hawk
- Murder Live! (1997) - Hank Wilson
- Ravenous (1999) - Reich
- Baloon Farm (1999) - Sheriff
- Band of Brothers (2001) = TV mini-serie - 1st Lt. Lynn 'Buck' Compton
- Minority Report (2002) - Officier Gordon 'Fletch' Fletcher
- Timeline (2003) - Frank Gordon
- They Call Him Sasquatch (2003) - Ned Dwyer
- Walking Tall (2004) - Jay Hamilton
- American Gothic (2005) - Rick
- Silent Men (2005) - Liam
- The Guardian (2006) - Jack Skinner
- The Last Time (2006) - Hurly
- Flags of Our Fathers (2006) - Kapitein Severance
- The Hitcher (2007) - Luitenant Esteridge
- Machine (2007) - Jack Ford
- I Know Who Killed Me (2007) - Daniel Fleming
- 88 Minutes (2008) - Jon Forster
- Forever Strong (2008) - Coach Richard Penning
- Traitor (2008) - Max Archer
- Street Fighter: The Legend of Chun-Li (2009) - M. Bison
- Captain America: The First Avenger (2011) - Dum Dum Dugan
- Ticking Clock (2011) - Keech
- RED 2 (2013)- Jack Horton
- Marvel One-Shot: Agent Carter (2013) - Dum Dum Dugan
- Falcon Rising (2014) - Manny
- Paul Blart: Mall Cop 2 (2015) - Vincent
- Game Over, Man (2018) - Conrad Drothers
- Sonic the Hedgehog (2020) - Major Bennington
- Resident Evil: Welcome to Raccoon City (2021) - William Birkin
- There Are No Saints (2022) - Vincent

## Televisie
- JAG (1995) - Jay Anderson
- White Dwarf (1995) - Dr. Driscoll Rampart III
- The Incredible Hulk (1996) - Dr. David Bruce Banner (stem)
- Band of Brothers (2001) - Lynn "Buck" Compton
- The X-Files (2002) - Agent Comer
- Boomtown (2002) - David McNorris
- Medical Investigation (2004) - Dr. Stephen Connor
- Traveler (2007) - Jack Freed
- Tin Man (2007) - Wyatt Cain
- Desperate Housewives (2008) - Dave
- Justified (2010) - Robert Quarles
- Suits (televisieserie) (2014) - Sean Cahill (seizoen 4)
- The Flash (2014) - Damien Darhk (seizoen 8)
- Agents of S.H.I.E.L.D. (2014) - Dum Dum Dugan
- Agent Carter (2015) - Dum Dum Dugan
- Arrow (televisieserie) (2015) - Damien Darhk (seizoen 4)
- Van Helsing (2016-2021) - Hansen (seizoen 3 - 5)
- Legends of Tomorrow (2016 - heden) - Damien Darhk (seizoen 2 en 3)
- Yellowstone (2019) - Malcolm Beck (seizoen 2, 6 afleveringen)
- What If...? (2021) - Dum Dum Dugan (stem)
- Tulsa King (2024) - Cal Thresher (seizoen 2)